# Gorredijk
Gorredijk est un village situé dans la commune néerlandaise d'Opsterland, dans la province de la Frise. Son nom en frison est De Gordyk. Le 1er janvier 2008, le village comptait 7 249 habitants.